# کارل آنتون
کارل آنتون (آلمانی: Karl Anton Joachim Zephyrinus Friedrich Meinrad؛ زاده ۷ سپتامبر ۱۸۱۱ - درگذشته ۲ ژوئن ۱۸۸۵) یک سیاست‌مدار اهل آلمان و از ۶ نوامبر ۱۸۵۸ تا ۱۲ مارس ۱۸۶۲ نخست‌وزیر پروس بود.